# Нола (носорог)
Нола (21 августа 1974 — 22 ноября 2015 года) — белый носорог, один из последних представителей своего подвида (северный белый носорог).

## Биография
Точная дата рождения Нолы неизвестна. Её поймали в Судане, спасая от угрозы уничтожения браконьерами. Первое время Нола находилась в зоопарке в Чехии, но позже была перевезена в США, в зоопарк Сан-Диего.
Были предприняты многократные попытки создать потомство Ноле. Несмотря на усилия специалистов, Нола родить не смогла.

### Смерть
Последнюю неделю жизни Нола болела. У неё был ряд заболеваний, в том числе артрит. Кроме того, животное мучилось от бактериальной инфекции, связанной с абсцессом в бедре. 13 ноября Нола перенесла операцию. Несмотря на это, здоровье животного начало ухудшаться. Нола стала мало есть, стала вялой. Многочисленные попытки помочь животному ничего не дали, и ветеринары решили её усыпить. 22 ноября Нола была усыплена.
Сотрудники зоопарка сообщили, что очень огорчены произошедшим. Нола была одним из четырёх последних особей северного подвида белого носорога во всём мире. На данный момент в мире осталось две особи, проживающие в Кении.